# Belgian Alpine Ski Team
Het Belgian Alpine Ski Team (ofwel BEAST) is het nationaal alpineski-team van België. Het team bestaat uit jongeren van de U14, U16 en binnenkort ook van de U18.